# Punhobol nos Jogos Mundiais de 2009
As competições do punhobol nos Jogos Mundiais de 2009 ocorreram entre 17 e 20 de julho no Estádio Chung Cheng. O torneio foi disputado apenas por homens.

## Quadro de medalhas
| Ordem | País    | Medalha de ouro | Medalha de prata | Medalha de bronze |   |
| ----- | ------- | --------------- | ---------------- | ----------------- | - |
| 1     | Brasil  | 1               |                  |                   | 1 |
| 2     | Suíça   |                 | 1                |                   | 1 |
| 3     | Áustria |                 |                  | 1                 | 1 |
| TOTAL | TOTAL   | 1               | 1                | 1                 | 3 |

## Medalhistas
|  | Brasil |  | Suíça |  | Áustria |
|  | Jean Andrioli da Silva Gabriel Araújo Gastão Englert João Victor Fidelis Luiz Karwowski Cristian Kohlmann João Schmidt George Schuch Andreas Treichel |  | Marco Baumann David Berger Marcel Cathomas Marcel Eicher Cyril Jaeger Lukas Laesser Cyrill Schreiber Manuel Sieber Stefan Ziegler |  | Christian Koller Klemens Kronsteiner Winfried Kronsteiner David Lorenz Harald Puehringer Siegfried Simon Robert Tapler Dietmar Weiss Christian Zoettl |

## Resultados

### Primeira fase
| Pos. | Equipe        | Pts | J | V | D | GP | GC | SG  | PP  | PC  | SP  |
| ---- | ------------- | --- | - | - | - | -- | -- | --- | --- | --- | --- |
| 1    | Brasil        | 15  | 5 | 5 | 0 | 15 | 3  | 12  | 185 | 130 | 55  |
| 2    | Alemanha      | 12  | 5 | 3 | 2 | 12 | 7  | 5   | 187 | 147 | 40  |
| 3    | Suíça         | 12  | 5 | 3 | 2 | 12 | 7  | 5   | 179 | 155 | 24  |
| 4    | Áustria       | 10  | 5 | 3 | 2 | 10 | 10 | 0   | 181 | 173 | 8   |
| 5    | Chile         | 5   | 5 | 1 | 4 | 5  | 12 | -7  | 133 | 165 | -32 |
| 6    | Taipé Chinesa | 0   | 5 | 0 | 5 | 0  | 15 | -15 | 70  | 165 | -95 |

Todos os horários seguem a hora oficial de Taiwan (UTC+8)
| Horário                 | Jogo                          | Jogo | Jogo         |
| ----------------------- | ----------------------------- | ---- | ------------ |
| 1ª rodada - 17 de julho |                               |      |              |
| 10:45                   | Brasil                        | 3-0  | Taipé Chinês |
| 10:45                   | 11-4, 11-5, 11-4              |      |              |
| 11:45                   | Alemanha                      | 3-0  | Chile        |
| 11:45                   | 11-4, 11-6, 11-9              |      |              |
| 12:45                   | Áustria                       | 1-3  | Suíça        |
| 12:45                   | 11-5, 9-11, 6-11, 7-11        |      |              |
| 2ª rodada - 17 de julho |                               |      |              |
| 14:30                   | Alemanha                      | 3-0  | Taipé Chinês |
| 14:30                   | 11-3, 11-5, 11-5              |      |              |
| 15:30                   | Áustria                       | 3-2  | Chile        |
| 15:30                   | 8-11, 11-7, 7-11, 11-6, 11-7  |      |              |
| 16:30                   | Brasil                        | 3-2  | Suíça        |
| 16:30                   | 11-6, 2-11, 13-11, 8-11, 11-7 |      |              |
| 3ª rodada - 18 de julho |                               |      |              |
| 10:45                   | Suíça                         | 3-0  | Chile        |
| 10:45                   | 11-8, 11-8, 11-6              |      |              |
| 11:45                   | Áustria                       | 3-0  | Taipé Chinês |
| 11:45                   | 11-5, 11-5, 11-4              |      |              |
| 12:45                   | Brasil                        | 3-1  | Alemanha     |
| 12:45                   | 11-5, 11-8, 8-11, 11-8        |      |              |

| Horário                 | Jogo                         | Jogo | Jogo         |
| ----------------------- | ---------------------------- | ---- | ------------ |
| 4ª rodada - 18 de julho |                              |      |              |
| 14:30                   | Chile                        | 3-0  | Taipé Chinês |
| 14:30                   | 11-7, 11-7, 11-4             |      |              |
| 15:30                   | Alemanha                     | 3-1  | Suíça        |
| 15:30                   | 10-12, 11-4, 11-6, 11-7      |      |              |
| 16:30                   | Brasil                       | 3-0  | Áustria      |
| 16:30                   | 11-6, 11-7, 11-9             |      |              |
| 5ª rodada - 19 de julho |                              |      |              |
| 10:45                   | Brasil                       | 3-0  | Chile        |
| 10:45                   | 11-3, 11-6, 11-8             |      |              |
| 11:45                   | Alemanha                     | 2-3  | Áustria      |
| 11:45                   | 11-7, 11-5, 8-11, 9-11, 7-11 |      |              |
| 12:45                   | Suíça                        | 3-0  | Taipé Chinês |
| 12:45                   | 11-4, 11-6, 11-2             |      |              |

### Segunda fase
| Horário     | Jogo                | Jogo                            | Jogo | Jogo         |
| ----------- | ------------------- | ------------------------------- | ---- | ------------ |
| 19 de julho |                     |                                 |      |              |
| 14:30       | Repescagem          | Áustria                         | 3-0  | Chile        |
| 14:30       | Repescagem          |                                 |      |              |
| 15:45       | Semifinal           | Alemanha                        | 3-4  | Suíça        |
| 15:45       | Semifinal           | 11-7, 8-11, 11-3, 7-11, 11-6    |      |              |
| 20 de julho |                     |                                 |      |              |
| 11:30       | Decisão do 5º lugar | Chile                           | 3-0  | Taipé Chinês |
| 11:30       | Decisão do 5º lugar | 11-7, 11-8, 11-6                |      |              |
| 13:00       | Decisão do 3º lugar | Alemanha                        | 1-4  | Áustria      |
| 13:00       | Decisão do 3º lugar | 8-11, 11-3, 6-11, 7-11, 8-11    |      |              |
| 15:00       | Final               | Suíça                           | 1-4  | Brasil       |
| 15:00       | Final               | 10-12, 12-14, 4-11, 11-6, 10-12 |      |              |

### Classificação final
| Pos. | País          |
| ---- | ------------- |
|      | Brasil        |
|      | Suíça         |
|      | Áustria       |
| 4    | Alemanha      |
| 5    | Chile         |
| 6    | Taipé Chinesa |